# آب بیدک
آب‌بیدک از جمله چشمه‌های شهرستان سروستان در استان فارس است.
این چشمه در ۵۳ کیلومتری شهر سروستان و در نزدیکی روستای مهارلو واقع است و دارای آب شیرین می‌باشد. این چشمه از جاذبه‌های گردشگری شهرستان سروستان محسوب می‌شود.